# Марія Магдалина де Пацці
Марія Магдалина де Пацці (італ. Maria Maddalena de' Pazzi; 2 квітня 1566, Флоренція — 25 травня 1607) — свята римо-католицької церкви, черниця ордену кармеліток, містичка.

## Біографія
Катерина де Пацці народилася у Флоренції, в одній з шляхетних і найбагатших флорентійських родин, навчалася при флорентійському монастирі Сан-Джованніно. Всупереч волі батька, який бажав видати її заміж, вступила в новіціят Кармелітського монастиря Санта-Марія-дельї-Анджелі. На початку 1582 року Катерина серйозно захворіла. Хвороба здавалася невиліковною і молода монахиня, бажаючи померти «повністю кармеліткою», попросила про довічні обіти. Їй дозволили, і 27 травня 1582 року вона склала довічні обіти, взявши чернече ім'я Марія Магдалина. Після принесення обітниць хвороба відступила. Сестра Марія Магдалина користувалася великою повагою в монастирі, в 1604 році вона була обрана помічницею настоятельки. 25 травня 1607 вона померла. Після смерті її тіло залишилося нетлінним.

## Містицизм
Марія Магдалина де Пацці повідомляла у своєму щоденнику про містичні видіння їй Ісуса Христа і Діви Марії, які приносили їй радість і духовну розраду. Вести щоденник вона стала за вказівкою свого духівника, який бажав розібратися, чи не є її містичні видіння самонавіюванням або дією злих сил. Згодом він визнав святість і справжність містичного досвіду Марії Магдалини. У своїх богословських роздумах вона підкреслювала думку про Бога, як про всезагальну любов. Вважала нагальною потребою очищення і оновлення Церкви, писала листи з відповідними закликами папі Сіксту V і кардиналам.
Духовність Марії Магдалини де Пацці дуже вплинула на Кармелітську духовність, і ширше, на всю католицьку духовність XVII—XVIII століть, особливо в Італії. Великий вплив вона справила на богословські роботи св. Альфонсо Ліґуорі.

## Шанування
Марія Магдалина де Пацці була беатифікована 8 травня 1626 папою Урбаном VIII, а канонізована 28 квітня 1669 папою Климентом IX. День пам'яті в католицькій церкві — 25 травня.